# El precio de la paz
El precio de la paz (título original: Price for Peace) es un documental estadounidense de historia y bélico de 2002, dirigido por James Moll, musicalizado por Nathan Wang, en la fotografía estuvieron Harris Done y Mark Ritchie, los protagonistas son Zenji Abe, Stephen Ambrose y Hal Braun, entre otros. Esta obra fue realizada por National D-Day Museum, se estrenó el 27 de mayo de 2002.

## Sinopsis
Se dan a conocer los conmovedores hechos en la Guerra del Pacífico de la Segunda Guerra Mundial, desde el ataque a Pearl Harbor en 1941 hasta la toma de Estados Unidos a Japón en 1945.